# 硅寶科技
成都硅寶科技股份有限公司，簡稱成都硅寶科技股份、成都硅寶科技，以及硅寶科技（英語：Chengdu Guibao Science & Technology Co., Ltd，深交所：300019），於1998年由王躍林（董事長）於成都高新区新园大道16号（總部）設立，前身為「成都硅宝科技实业有限责任公司」。
現時業務在國內經營、生產及銷售以「硅寶」品牌各類机硅密封胶產品，招股價為23元人民幣，發行新股為1300萬股，而集資額為2.99億元人民幣，而股份則在2009年10月30日於深交所創業板上市。

## 連結
- CNGuibao.com （页面存档备份，存于）